# Place de la Concorde (Alger)
Pour les articles homonymes, voir Place de la Concorde (homonymie).
La place de la Concorde est une place située dans la commune de Sidi M'hamed à Alger. Carrefour de plusieurs rues dont la rue Hassiba Ben Bouali.

## Situation et accès
La place de la Concorde est desservie par la ligne 1 du métro d'Alger à la station 1er Mai, ainsi que par les lignes de bus ETUSA 07, 10, 14, 15, 16, 19, 48, 65, 79, 88, 89, 90, 99.

## Historique
Anciennement dénommée « place 1er Mai ».